# Mont Odasshu
Le mont Odasshu (オダッシュ山, Odasshu-yama) est une montagne culminant à 1 097 m d'altitude dans les monts Hidaka en Hokkaidō au Japon.